# 左翼民主人士
左翼民主人士（意大利語：Democratici di Sinistra，縮寫为DS）是意大利的一个已不存在的社会民主主义政黨，為今日民主党前身。

## 歷史
該黨成立于1998年2月13日，由左翼民主党、劳动联盟、社会基督教徒、共和左翼、联合共产主义者运动、争取欧洲改革主义者和民主联盟合并而成。2007年10月14日，该党与民主是自由—雏菊合并为民主党。

## 领导层
- 总书记: 马西莫·达莱马 (1998)
瓦尔特·维尔特罗尼 (1998–2001)
皮埃罗·法西诺 (2001-2007)
- 協調员: 马尔科·米尼蒂 (1998)
皮埃特罗 (1998–2001)
万尼诺·基蒂 (2001–2004)
万尼诺·基蒂/毛里吉奥·米格里瓦卡 (2004–2006)
毛里吉奥·米格里瓦卡 (2006-2007)
- 主席: 马西莫·达莱马 (2000–2007)